# バリューコース (NTTドコモ)
バリューコースは、NTTドコモが2007年11月26日から提供している、携帯電話端末の販売方法及び基本使用料金プランである。
以下本項目全体において、日本国消費税法の規定に基づき、価格表記は原則として消費税課税後の価格を優先する。また、「本体価格」とあるのは、消費税額を除いた金額である。

## 内容
バリューコースは、携帯電話端末をバリューコース用の販売価格で購入することで、従来に比べて割安な基本料金（バリュープラン）で利用できる制度である。
利用者はバリューコース用販売価格での端末購入代金を現金・クレジットカードでの一括もしくは、基本使用料金などと共に割賦（24回払いまたは12回払い）によって支払う。また、バリューコース利用者には独自の「バリュープラン」が適用され、タイプSSバリューを除く各プランとも従来の基本使用料金プランに比べ1,680円（本体価格1,600円）割り引きされる。ただし、基本使用料割引サービスを利用している場合は、基本使用料そのものが減額されているため、割り引かれる額も割引率の分だけ少なくなる。
なお、割引サービスの適用後も無料通信分や通話料の金額は変わらない。
つまりベーシックコースと比べるとバリューコースは、携帯電話端末の値引きを受けないかわりに、毎月の利用料金が割安になる制度である。ベーシックコースからバリューコースへの支払方法の移行を「バリュー化」と云う俗語を使う場合もある。
またバリューコースは端末を分割支払い途中で水没や盗難、紛失した際の負担が大きくなるため、ケータイ補償お届けサービスという、保険のようなサービスに加入する割合が高まっている。
その一方、端末代金と利用料金の分離のために導入された制度であるにもかかわらず、本コースの適用には正規の端末購入が伴わなければならず、持ち込みによる新規契約や機種変更の場合には本コースへの加入が出来ない。ただし、ドコモブランドの端末以外であれば、技適マークを取得したFOMA回線に接続可能な端末（いわゆるSIMフリー端末）の持ち込みによるバリューコース加入が可能になっている。

## 沿革
- 2007年（平成19年）11月16日 - バリューコースおよびベーシックコースに対応する905iシリーズを報道発表。
- 2007年（平成19年）11月26日 - プラン開始。同時に、905iシリーズのうち先行の2機種（D905i・SH905i）が発売開始。
- 2007年（平成19年）12月5日 - 50万契約突破
- 2007年（平成19年）12月16日 - 100万契約突破
- 2008年（平成20年）1月15日 - 200万契約突破
- 2008年（平成20年）2月15日 - 300万契約突破
- 2008年（平成20年）3月8日 - 400万契約突破
- 2008年（平成20年）3月27日 - 500万契約突破
- 2008年（平成20年）7月1日 - タイプSSバリューの基本支払い額を月額1,957円に値下げ。
- 2008年（平成20年）7月26日 - 1000万契約突破
- 2008年（平成20年）11月30日 - 1500万契約突破
- 2009年（平成21年）3月18日 - 2000万契約突破

## 対象
FOMA 905iシリーズ以降に販売される全てのFOMA端末
904iシリーズ・704iシリーズ以前の端末は従来の販売方法及び基本使用料金プランが適用される。
mova端末に関係する契約については、ドコモがFOMA移行の方針を徹底させているため、対象外。2008年までに終了させるサービス用の端末も同様である。
技適マークを取得したFOMA回線に接続可能な他社製品
いわゆるSIMフリー端末がこれに該当する。

## バリューコース開始の経緯
従来の携帯電話端末の販売制度は、携帯電話会社のインセンティブ（販売奨励金）によって携帯電話端末の価格を引き下げ、基本料金及び通話料で端末を値引きした分を回収する仕組みだった。従って、利用者が短期間で解約や機種変更をすると、電話会社はインセンティブ分を回収できないことがある。また毎月の利用料金の支払いの少ない利用者からはインセンティブを回収しにくい。そのため、その負担が長期利用者や利用料金が高額な利用者に掛かっていた。
ドコモのバリューコースは、このような不平等で不透明な携帯電話端末の販売制度を、基本使用料・通信料金と端末料金を分離した制度に変えていくよう、総務省が各携帯電話事業者に求めたため開始された。一方、従来の新料金プランを引き継ぎインセンティブを用いる「ベーシックコース」も並行して新設された。
また、別のバリューコース開始の要因として、ドコモが他社に比べ端末価格が高いため、番号ポータビリティで苦戦している要因の一つとなっていることもあり、このような状況を打開するという目的もある。ドコモは、今後この料金プランをベースとし、全契約の半数以上をバリューコースに移行させる方針を示している。
このような販売制度・基本使用料金プランの変更は、一足早くソフトバンクモバイルが実施しており、auでもドコモより2週間早い2007年11月12日より「au買い方セレクト」という名称で開始している。

## バリュー一括安売り販売
ソフトバンクモバイルの「スーパーボーナス一括払い9,800円」セール（通称「スパボ一括」）やauの「シンプルコース1円」と同様に、バリュー一括払いでの安売り販売が行われている。
FOMA906i, 706iの発売で旧機種となった905i、705iシリーズを中心に、MNPや新規では9,800円程度で安売りされており、0円販売も確認されている。在庫処分の意味合いが強く数量は限定的だが、「携帯電話端末の値引きを受けないかわりに、毎月の利用料金が割安になる制度」という、当初の理念とはかけ離れた販売方法と言える。

## 注意点
- 分割支払いの場合、機種変更や解約の際は利用していた端末の割賦支払金の残りはすべて一括または分割で払う必要がある。
  - ただし、強制解約の場合は一括での支払いが必要である。
    - 短期間での機種変更、解約の場合は結果的に従来の端末購入方法よりも支払額が高くなる場合がある。
- 他社「スーパーボーナス」の場合と異なり、長期利用割引（「ひとりでも割50」や「（新）いちねん割引」）の解約金は免除されない。